# Automolis fusca
Automolis fusca là một loài bướm đêm thuộc phân họ Arctiinae, họ Erebidae.